# Steinach am Brenner
Steinach am Brenner é um município da Áustria, situado no distrito de Innsbruck-Land, no estado do Tirol. Tem 28,04 km² de área e sua população em 2019 foi estimada em 3.657 habitantes.